# Sebastian Walukiewicz
Sebastian Walukiewicz (Gorzów Wielkopolski, 5 april 2000) is een Pools voetballer die bij voorkeur als centrale verdediger speelt bij Torino in de Serie A. Hij kwam over van Empoli.

## Clubcarrière
Walukiewicz verruilde in 2017 Legia Warschau voor Pogoń Szczecin. Op 7 april 2018 debuteerde hij in de Ekstraklasa tegen zijn ex-club. In januari 2019 tekende de verdediger bij het Italiaanse Cagliari. Hij maakte het seizoen wel nog af bij Pogoń Szczecin. Op 6 januari 2020 debuteerde Walukiewicz in de Serie A tegen Juventus.

## Interlandcarrière
Op 7 oktober 2020 debuteerde Walukiewicz voor Polen in een oefeninterland tegen Finland. Hij maakte zijn eerste interlanddoelpunt in een oefeninterland tegen Oekraïne gespeeld op 7 juni 2024. Walukiewicz werd op 7 juni 2024 door bondscoach Michał Probierz opgenomen in de Poolse selectie voor het EK 2024 in Duitsland. Polen werd in de groepsfase uitgeschakeld met nederlagen tegen Nederland (1–2) en Oostenrijk (1–3) en een gelijkspel tegen Frankrijk (1–1). Walukiewicz kwam op het toernooi niet in actie.
| Interlands van Sebastian Walukiewicz voor Polen | Interlands van Sebastian Walukiewicz voor Polen | Interlands van Sebastian Walukiewicz voor Polen | Interlands van Sebastian Walukiewicz voor Polen | Interlands van Sebastian Walukiewicz voor Polen | Interlands van Sebastian Walukiewicz voor Polen |
| №                                               | Datum                                           | Wedstrijd                                       | Uitslag                                         | Competitie                                      | Goals                                           |
| ----------------------------------------------- | ----------------------------------------------- | ----------------------------------------------- | ----------------------------------------------- | ----------------------------------------------- | ----------------------------------------------- |
|                                                 |                                                 |                                                 |                                                 |                                                 |                                                 |
| Als speler bij Cagliari                         |                                                 |                                                 |                                                 |                                                 |                                                 |
| 1.                                              | 7 oktober 2020                                  | Polen – Finland                                 | 5 – 1                                           | Vriendschappelijk                               |                                                 |
| 2.                                              | 11 oktober 2020                                 | Polen – Italië                                  | 0 – 0                                           | UEFA Nations League 2020/21                     |                                                 |
| 3.                                              | 11 november 2020                                | Polen – Oekraïne                                | 2 – 0                                           | Vriendschappelijk                               |                                                 |
| Als speler bij Empoli                           |                                                 |                                                 |                                                 |                                                 |                                                 |
| 4.                                              | 7 juni 2024                                     | Polen – Oekraïne                                | 3 – 1                                           | Vriendschappelijk                               | 11'                                             |
| Als speler bij Torino                           |                                                 |                                                 |                                                 |                                                 |                                                 |
| 5.                                              | 5 september 2024                                | Schotland – Polen                               | 2 – 3                                           | UEFA Nations League 2024/25                     |                                                 |
| 6.                                              | 8 september 2024                                | Kroatië – Polen                                 | 1 – 0                                           | UEFA Nations League 2024/25                     |                                                 |
| 7.                                              | 12 oktober 2024                                 | Polen – Portugal                                | 1 – 3                                           | UEFA Nations League 2024/25                     |                                                 |
| 8.                                              | 15 november 2024                                | Portugal – Polen                                | 5 – 1                                           | UEFA Nations League 2024/25                     |                                                 |
| 9.                                              | 18 november 2024                                | Polen – Schotland                               | 1 – 2                                           | UEFA Nations League 2024/25                     |                                                 |
| 10.                                             | 6 juni 2025                                     | Polen – Moldavië                                | 2 – 0                                           | Vriendschappelijk                               |                                                 |